# آزیتا قهرمان
آزیتا قهرمان(متولد ۱۳۴۱)، شاعر، نویسنده و مترجم ایرانی، ساکن کشور سوئد است.

## زندگی
آزیتا قهرمان، متولد چهاردهم فروردین ۱۳۴۱ در مشهد، ساکن شهراستکهلم در کشور سوئد است. اشعار او به زبان‌های فرانسوی؛ هلندی، انگلیسی؛ سوئدی؛ دانمارکی؛ مقدونی؛ آلمانی؛ آلبانیایی؛ عربی و ترکی ترجمه شده‌است. او چهار دوره عضو هیئت داوران جایزه شعر زنان ایران، خورشید؛ بوده‌است.

### آثار به فارسی
- آوازهای حوا، مجموعه شعر، مشهد، ۱۳۷۱
- تندیس‌های پاییزی، مجموعه شعر، مشهد، ۱۳۷۵
- فراموشی آیین ساده‌ای دارد، مجموعه شعر، مشهد، ۱۳۸۱
- اینجا حومه‌های کلاغ است؛ مجموعه شعر، سوئد؛ ۱۳۸۸
- زنی آمد مرا بپوشد، مجموعه شعر، تهران؛ ۱۳۸۹
- شبیه خوانی، مجموعه شعر، نروژ؛ ۱۳۹۱،
- هیپنوز در مطب دکتر کالیگاری، مجموعه شعر، تهران، ۱۳۹۳
- قایقی که مرا آورد، مجموعه شعر، سوئد، ۱۳۹۳
- گزیده اشعار، نشر اچ اند اس مدیا، لندن، ۱۳۹۳

### آثار به سوئدی
- جایی برای گم شدن  2022 SwedenNågonstans att gå vilse
- سقوط زمینی‌ترین چیزها 2019 Sweden بایگانی‌شده  در ۳۰ دسامبر ۲۰۱۹ توسط Wayback Machine
- سفرنامهٔ سراندیپ؛ دفتر شعرهای آزیتا قهرمان به سوئدی با ترجمهٔ سهراب رحیمی نشر اسموکادل ۱۳۹۲
- جلسه هیپنوز در مطب دکتر کالیگاری؛ مجموعه شعر، ۱۳۹۱ با ترجمهٔ سهراب رحیمی،
- چهارکتاب؛ مجموعه شعر، ۱۳۸۸، با ترجمهٔ سهراب رحیمی،

### آثار به انگلیسی
- یک عکس دست جمعی  ترجمه الهام شاکری فر و مورا دالی، لندن Bloodaxe 2018
- منتخب شعرها به انگلیسی، ترجمه الهام شاکری فر و مورا دالی، لندن، ۱۳۹۱، شابک ‎۹۷۸-۰-۹۵۶۰۵۷۶-۸-۶
- نگاهی به اشعار ترانسترومر، Transtromer International; An Intercontinental Perspective on the Poetry of Nobel Laureate Tomas Transtromer av Tomas Transtromer, Azita Ghahreman ISBN 978-91-87341-00-7

### ترجمه
- هم‌نشین باد و سایه ترجمه منتخب اشعار سهراب رحیمی از سوئدی به فارسی ۲۰۱۸ انتشارت آفتاب نروژ
- سبک‌تر از هوا،ترجمه شده به دو زبان روسی و اوکراینی مترجم نادیا ویشسکا و سرگی دزیوبا انتشارت آفتاب نروژ ۲۰۱۷]
- جایی که پیاده‌رو به پایان می‌رسد، شعرهای شل سیلوراستاین، با مرتضی بهروان؛ تهران؛ ۱۳۷۵
- روشنای تاریکی؛ منتخب اشعارتوماس ترانسترومر؛ باسهراب رحیمی، نروژ؛ ۱۳۹۱، شابک ‎۹۷۸-۸۲-۹۹۸۰۲۳-۴-۵
- یک روایت ساده، ماری لوندکویست، با سهراب رحیمی، نشر اچ اند اس مدیا، لندن ۱۳۹۴
- زن‌ها در کپنهاگ، منتخب اشعار نیلز هاو، با سهراب رحیمی، نشر بوتیمار، ۱۳۹۴
- شهر بی حصار،منتخب اشعار ماگنوس ویلیام اولسون، با سهراب رحیمی، نشر اچ اند اس مدیا، لندن، ۱۳۹۴

## جوایز ادبی
- منتخب نهایی آثار جایزه Warwick Prize for Women in Translation 2018
- جایزهٔ ترجمهٔ انجمن قلم بریتانیا  ۲۰۱۸
- جایزهٔ لودویگ لیتل نوبل از جمهوری روسیه ۲۰۱۴
- پرنس ویلهلم از انجمن قلم سوئد ۲۰۱۳
- لوح تقدیر داستانک «کشف لحظه» تهران ۲۰۰۸
- نامزد دور نهایی جایزه کارنامه، برای کتاب «فراموشی آیین ساده‌ای دارد» ۲۰۰۲

## دیگر فعالیت‌ها
- عضو هیئت داوران چهار دوره جایزه شعر زنان ایران، خورشید جایزه شعر زنان ایران[پیوند مرده]